# Недзьведзь (Люблінське воєводство)
Недзьведзь (пол. Niedźwiedź) — село в Польщі, у гміні Новодвур Рицького повіту Люблінського воєводства.
Населення — 279 осіб (2011).
У 1975-1998 роках село належало до Люблінського воєводства.

## Демографія
Демографічна структура станом на 31 березня 2011 року:
|          | Загалом | Допрацездатний вік | Працездатний вік | Постпрацездатний вік |
| -------- | ------- | ------------------ | ---------------- | -------------------- |
| Чоловіки | 157     | 34                 | 101              | 22                   |
| Жінки    | 122     | 23                 | 69               | 30                   |
| Разом    | 279     | 57                 | 170              | 52                   |